# کورکاک
کورکاک (به لاتین: Kurkak) یک منطقهٔ مسکونی در روسیه است که در داغستان واقع شده‌است.